# جون جي. والش
جون جي. والش (بالإنجليزية: John G. Walsh)‏ هو اقتصادي أمريكي، ولد في 6 سبتمبر 1950 في بالتيمور في الولايات المتحدة.